# Aglais neurodes
Aglais neurodes är en fjärilsart som beskrevs av Cabeau 1922. Aglais neurodes ingår i släktet Aglais och familjen praktfjärilar. Inga underarter finns listade i Catalogue of Life.